# Список деталей поверхности Европы
Это список наименованных деталей поверхности Европы, спутника Юпитера. Кратеры и линии перечислены в отдельных списках: Список кратеров на Европе и Список линий на Европе. Данные приведены по состоянию на февраль 2019 года.

## Извилины
Извилины (лат. flexus) — это низкие извилистые горные хребты фестончатой формы. Извилины на Европе принято называть по географическим объектам, фигурирующим в мифе о Европе, или по именам кельтских рядов камней.
| Извилина         | Латинское название | Эпоним  |
| ---------------- | ------------------ | ------- |
| извилина Киликия | Cilicia Flexus     | Киликия |
| извилина Дельфы  | Delphi Flexus      | Дельфы  |
| извилина Гортина | Gortyna Flexus     | Гортина |
| извилина Фокида  | Phocis Flexus      | Фокида  |
| извилина Сидон   | Sidon Flexus       | Сидон   |

## Крупные кольцевые структуры

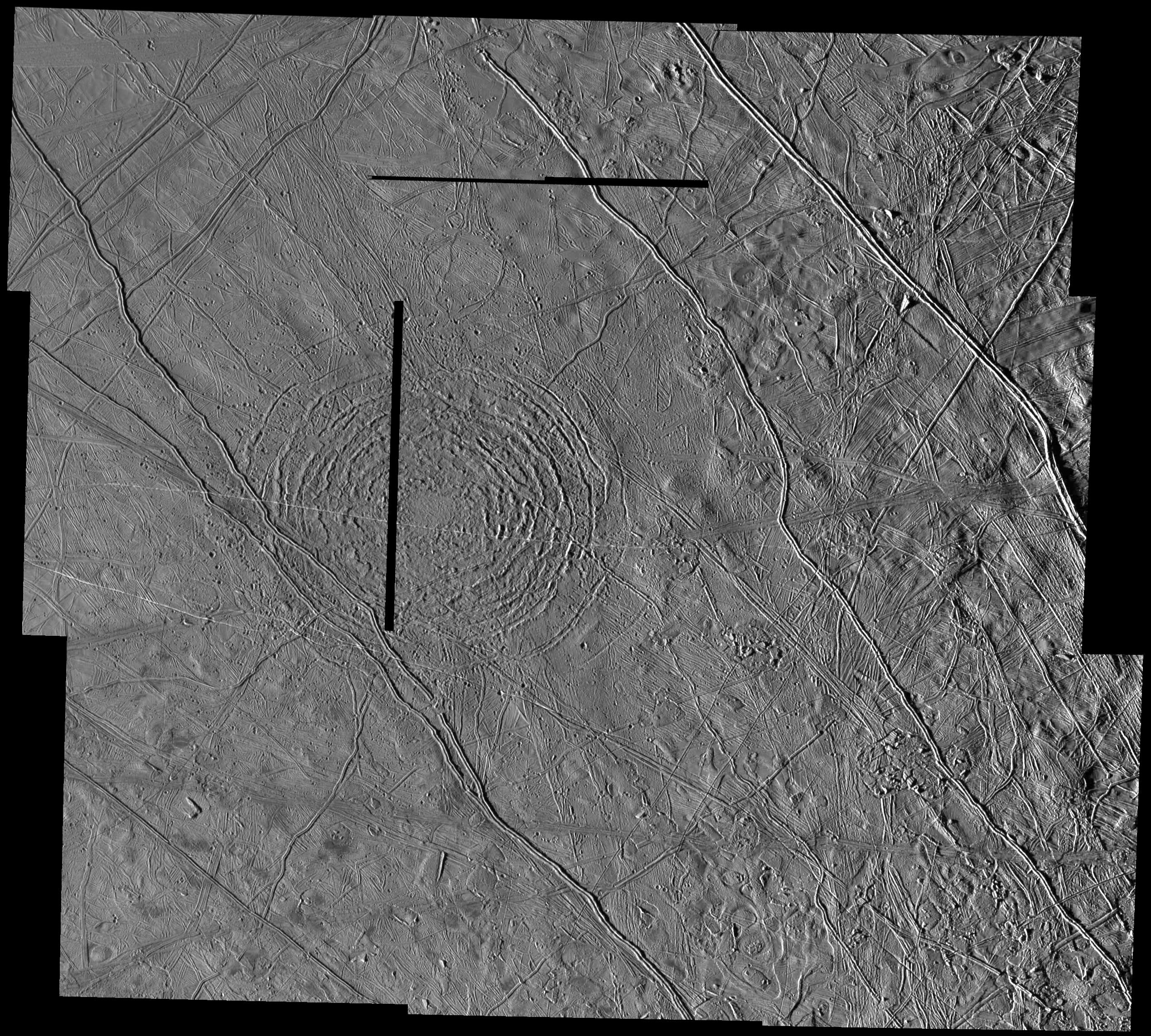
Тир — ударная структура с концентрическими кругами

Эти ударные образования принято называть именами кельтских каменных кругов.
| Кольцевая структура | Латинское название                  | Эпоним               |
| ------------------- | ----------------------------------- | -------------------- |
| Калланиш            | Callanish                           | Калланиш (Шотландия) |
| Тир                 | Tyre (раньше входил в список макул) | Тир (Ливан)          |

См. также: Вальхалла (Каллисто).

## Макулы
Макулы (тёмные пятна) на Европе названы по местностям, фигурирующим в мифе о Европе.
| Макула          | Латинское название | Эпоним   |
| --------------- | ------------------ | -------- |
| макула Беотия   | Boeotia Macula     | Беотия   |
| макула Касталия | Castalia Macula    | Касталия |
| макула Киклады  | Cyclades Macula    | Киклады  |
| макула Тера     | Thera Macula       | Тера     |
| макула Фракия   | Thrace Macula      | Фракия   |

## Области
Названия областей на Европе взяты из кельтской мифологии.
| Область          | Латинское название | Эпоним                                    |
| ---------------- | ------------------ | ----------------------------------------- |
| область Аннун    | Annwn Regio        | Аннун, валлийский потусторонний мир       |
| область Аргандел | Argadnel Regio     | Аргандел, кельтский рай                   |
| область Балгатан | Balgatan Regio     | Balgatan Pass из кельтской мифологии      |
| область Дивед    | Dyfed Regio        | Королевство Дивед                         |
| область Фальга   | Falga Regio        | Фир-Фальга, легендарный ирландский остров |
| область Мойтура  | Moytura Regio      | место битвы в Ирландии                    |
| область Повис    | Powys Regio        | Королевство Поуис                         |
| область Тара     | Tara Regio         | Тара (Ирландия)                           |

## Хаосы

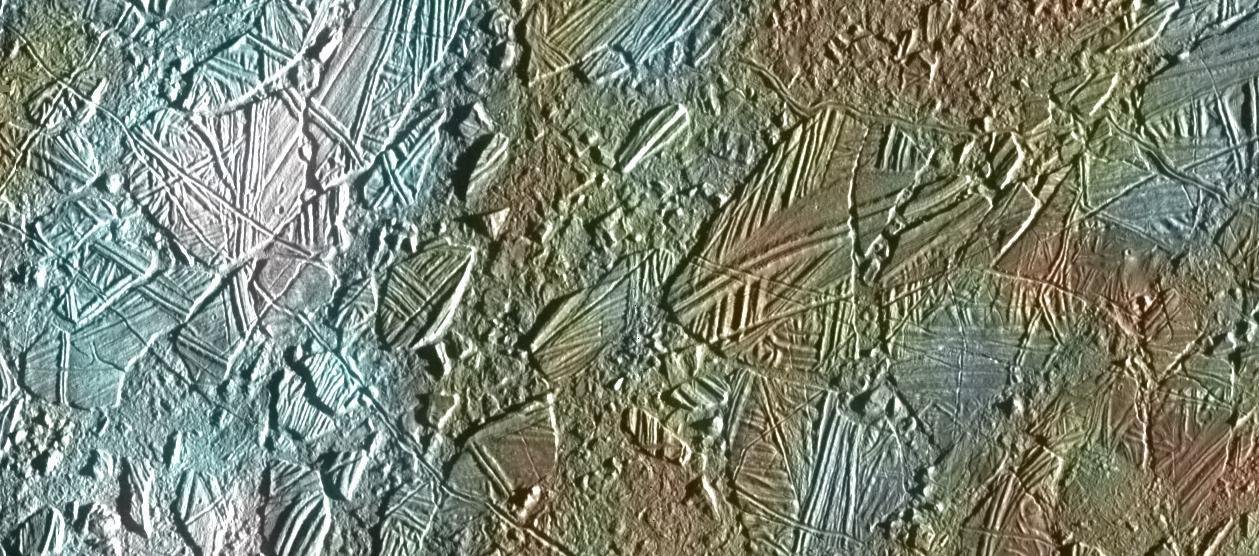
Коннемарский хаос

Хаосы — области со сложным хаотическим рельефом. Хаосы Европы называют именами географических объектов, фигурирующих в кельтской мифологии.
| Хаос              | Латинское название | Эпоним                                |
| ----------------- | ------------------ | ------------------------------------- |
| Хаос Арран        | Arran Chaos        | остров Арран, Шотландия               |
| Коннемарский хаос | Conamara Chaos     | Коннемара, Ирландия                   |
| Хаос Муриас       | Murias Chaos       | Муриас, город из ирландской мифологии |
| Хаос Нарбет       | Narbeth Chaos      | Нарберт (Нарбет), город в Уэльсе      |
| Хаос Ратмор       | Rathmore Chaos     | Ратмор, деревня в Ирландии            |